# Así es la vida (película de 1939)
Así es la vida es una película argentina del género de drama filmada en blanco y negro dirigida por Francisco Mugica con guion de Francisco Oyarzábal según la obra teatral homónima de Arnaldo Malfatti y Nicolás de las Llanderas con la adaptación de Luis Marquina, que se estrenó el 19 de julio de 1939 y que tuvo como intérpretes principales a Enrique Muiño, Elías Alippi, Enrique Serrano, Sabina Olmos, Arturo García Buhr, Niní Gambier y Felisa Mary. 
La película se basa en una exitosa obra teatral costumbrista que había sido representada por la compañía Muiño-Alippi, ocasión en que estos dos actores habían encarnado los mismos personajes que luego protagonizarían en el filme. Es la historia de una típica familia burguesa desde principios del siglo XX hasta la década de 1930 que permite retratar una serie de personajes de la época. 
Hubo en 1949 una versión mexicana dirigida por Julián Soler que se llamó Azahares para tu boda y en 1977 una nueva versión argentina dirigida por Enrique Carreras. En 1976 fue puesta en la Sala Martín Coronado del Teatro General San Martín una versión musical de la obra Así es la vida titulada Dulce...dulce vida cuyos intérpretes principales fueron Eduardo Rudy, Vicky Buchino y Aída Luz. Los autores fueron Víctor Buchino y Wilfredo Ferrán y la coreografía, de Eber Lobato.
Así es la vida fue seleccionada como la cuarta mejor película del cine argentino de todos los tiempos en una encuesta realizada por el Museo del Cine Pablo Ducrós Hicken en 1977, alcanzando el puesto 29 en la edición de 2000.

## Reparto
- Enrique Muiño ...Ernesto
- Elías Alippi ...Alberto
- Enrique Serrano ...Liberti
- Sabina Olmos ...Felisa
- Arturo García Buhr ...Carlos
- Niní Gambier ... Adela/Tota
- Felisa Mary ...Eloísa
- Alberto Bello ...Barreiro
- Alímedes Nelson ... Margarita

- Héctor Coire ...Eduardo
- Pablo Vicuña
- José Ruzzo
- Fernando Campos
- Alfredo Jordán
- Carlos Luzietti
- José María Beltrán Ausejo
- Miguel Coiro...	Rosendo
- Myrta Bonillas

## Críticas
La crónica del Heraldo del cine decía que... 

"Pocas veces se encuentra en el teatro una obra tan apropiada como ésta para llevar al cine (...) Francisco Mugica (...) (consigue dar) al film un movimiento cinematográfico que se traduce no sólo en la agilidad para la cámara, sino también en las reconstrucciones de calles porteñas de 1908."